# Bologna Football Club 1963-1964
Questa voce raccoglie le informazioni riguardanti il Bologna Football Club nelle competizioni ufficiali della stagione 1963-1964.

## Stagione
(Giacomo Bulgarelli sulla vittoria del campionato 1963-64 da parte del Bologna.)

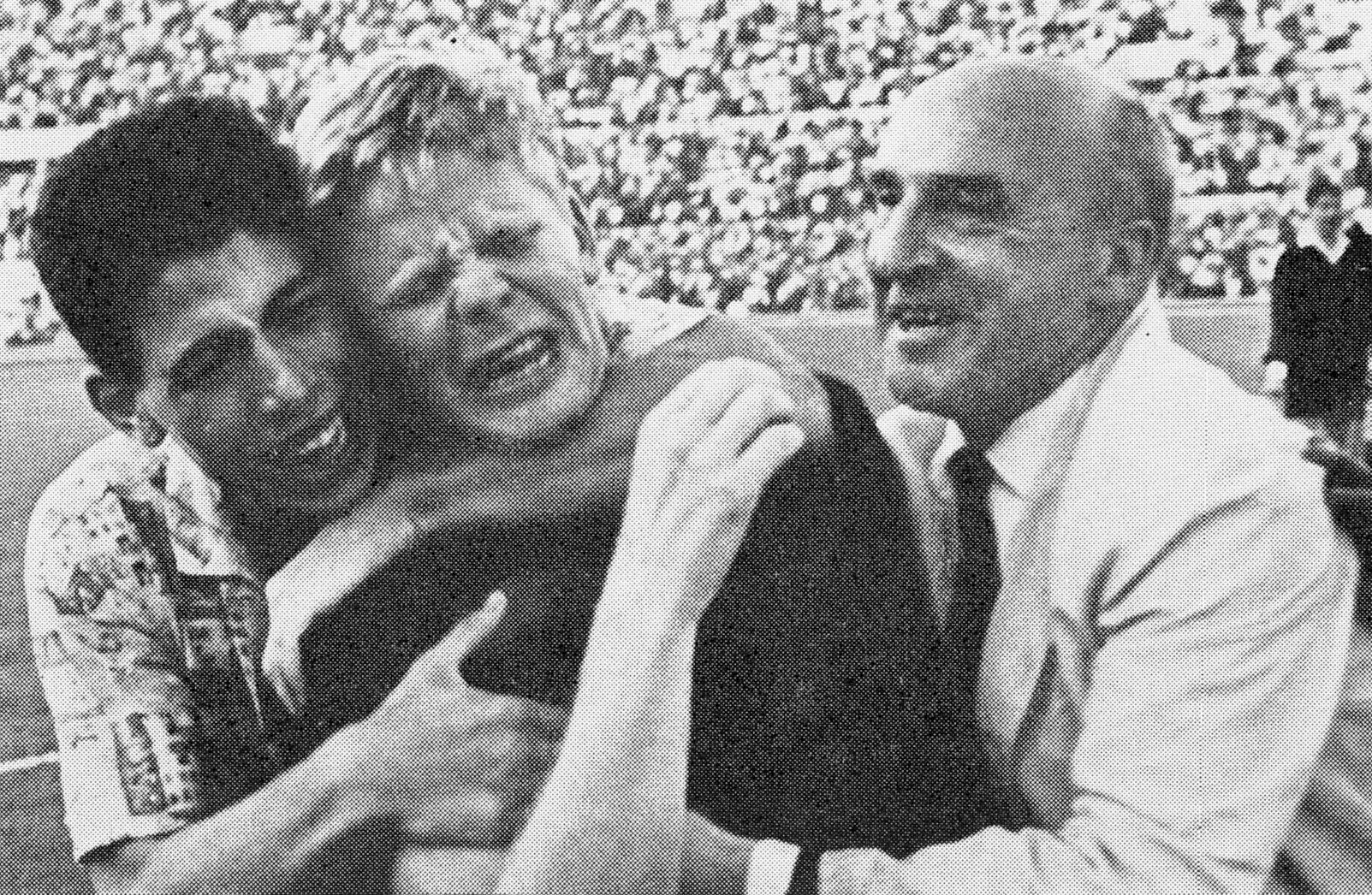
Da sinistra: un tifoso, Helmut Haller e l'allenatore Fulvio Bernardini esultano al termine del vittorioso spareggio di Roma del 7 giugno 1964 contro la Grande Inter (2-0), che consegnò al Bologna il 7º scudetto della sua storia.

Ancora sotto le direttive di Fuffo Bernardini, la squadra ammirata nel campionato precedente — da molti osannata per il bel gioco ma classificatasi solamente in quarta posizione — scelse l'ex mantovano William Negri a protezione dei pali: davanti a lui spazio per un Janich battitore libero e il centrale difensivo Tumburus, coi laterali Furlanis e Pavinato che completavano il pacchetto arretrato. Imperniata la «cerniera» in mediana sull'interdizione di Fogli e la regia di Bulgarelli, le ali Perani e Pascutti si univano al mobile Haller nell'appoggiare la punta Nielsen.
Le prime ambizioni di tricolore si manifestarono già in autunno, stante una testa della classifica condivisa col Milan in ottobre: crollato successivamente a Marassi, il Bologna non andava oltre la divisione della posta in palio nel derby contro la S.P.A.L. e sul terreno della scudettata Inter. Una principale svolta era impressa dal filotto-record di 10 affermazioni consecutive, archiviando il 1963 grazie al successo dal minimo scarto conseguito a scapito della Juventus: i 25 punti totalizzati al 12 gennaio, data di conclusione del girone d'andata (27 contando anche la gara della nona giornata, recuperata il 19 gennaio) valevano ai felsinei un simbolico riconoscimento d'inverno in compartecipazione col Milan; i rossoneri furono poi lasciati addietro nel mese di febbraio.
Ultima «vittima» della summenzionata striscia positiva il Torino, una gara rivelatasi a posteriori il cruciale spartiacque della stagione: se dal nulla di fatto a Bergamo traeva origine il comando solitario, una vittoria nel capoluogo lombardo assicurò il 1º marzo 1964 la necessaria serenità con cui affrontare il conclusivo scorcio del campionato. La Federcalcio evidenziò tuttavia nei giorni seguenti come dai controlli relativi al doping — cui si erano sottoposti Fogli, Tumburus, Pavinato, Perani e Pascutti dopo il match coi granata — fossero emersi riscontri alle anfetamine, mettendo così in moto la giustizia sportiva: posticipato frattanto il confronto con gli estensi in calendario al 15 marzo, la sentenza del primo grado comportò una sconfitta a tavolino per la partita in questione nonché un'iniziale squalifica di 18 mesi per l'allenatore Bernardini.
L'ulteriore punto di penalizzazione comminato determinò, de facto, un −3 in classifica rispetto all'effettivo andamento in campo: il 29 marzo 1964 la formazione emiliana ospitò la nuova capolista Inter, soccombendo sotto i suoi colpi (con Sarti a neutralizzare il rigore calciato da Haller) e precipitando a 4 lunghezze dalla vetta per un gap poi dimezzato dal vittorioso recupero coi ferraresi. Il pareggio senza gol a Mantova sembrò calare il sipario sulle opportunità di rimonta, mentre un'indagine compiuta in parallelo dalla magistratura ordinaria portava alla luce nuovi elementi: le controanalisi effettuate sui campioni appuravano infatti l'assenza di sostanze dopanti, suscitando l'ipotesi di manomissione fraudolenta dei flaconi incustoditi. Nei decenni successivi alcune testimonianze fecero ricadere i sospetti al riguardo sulla figura di Gipo Viani, l'allora direttore tecnico del Milan.
Il 16 maggio 1964, alla vigilia della terzultima partita, la Commissione d'Appello Federale — cui la società aveva presentato ricorso in marzo — procedeva quindi all'assoluzione degli imputati restituendo in conseguenza i punti dedotti e revocando l'inibizione al tecnico (sostituito per un breve periodo dal responsabile del settore giovanile Raffaele Sansone): i rossoblù tornarono così a quota 49 in graduatoria appaiando i nerazzurri, uno stallo permasto tale anche all'indomani a causa dei risultati di entrambe. Le 34 giornate regolamentari non furono dunque sufficienti per assegnare il titolo, comportando l'unico spareggio-scudetto nella storia della Serie A: il 3 giugno l'ambiente bolognese veniva scosso dalla morte del presidente, Renato Dall'Ara, malato da tempo e fatalmente colpito da infarto durante una riunione con Angelo Moratti.
La «bella» andò in scena all'Olimpico di Roma nel caldo pomeriggio del 7 giugno, rifiutando la possibilità concessa dalla Federcalcio di rinviare l'incontro per il lutto: a cogliere di sorpresa Helenio Herrera contribuiva un furbo espediente tattico, col terzino Bruno Capra schierato all'ala invece che nel ruolo abituale così da arginare le incursioni di Facchetti e l'inventiva di Corso. Una punizione battuta da Fogli, con leggera deviazione del difensore meneghino, spiazzò Sarti per il gol del vantaggio: assistendo al raddoppio per mano di Nielsen, Bernardini esultava a fine partita con un gesto di scherno rivolto all'allenatore avversario.
Nobilitata da un trionfo atteso all'ombra delle Torri dal 1941, la stagione si concludeva con le partecipazioni a Coppa Italia (dove l'eliminazione giunse a opera dei bianconeri) e Mitropa raggiungendo in quest'ultima la semifinale.

## Divise
| Casa | Trasferta | Portiere |

## Organigramma societario
Area direttiva
- Presidente: Renato Dall'Ara, poi Luigi Goldoni

Area tecnica
- Allenatore: Fulvio Bernardini
- Allenatore in 2ª: Cesarino Cervellati

## Rosa
| N. |                   | Ruolo | Calciatore                |
| -- | ----------------- | ----- | ------------------------- |
|    | Italia (bandiera) | P     | Paolo Cimpiel             |
|    | Italia (bandiera) | P     | William Negri             |
|    | Italia (bandiera) | P     | Rino Rado                 |
|    | Italia (bandiera) | D     | Carlo Furlanis            |
|    | Italia (bandiera) | D     | Mirko Pavinato (capitano) |
|    | Italia (bandiera) | D     | Paride Tumburus           |
|    | Italia (bandiera) | D     | Francesco Janich          |
|    | Italia (bandiera) | D     | Bruno Capra               |
|    | Italia (bandiera) | D     | Edmondo Lorenzini         |
|    | Italia (bandiera) | D     | Maurizio Magagni          |
|    | Italia (bandiera) | D     | Tazio Roversi             |
|    | Italia (bandiera) | D     | Franco Marini             |

| N. |                           | Ruolo | Calciatore         |
| -- | ------------------------- | ----- | ------------------ |
|    | Germania Ovest (bandiera) | C     | Helmut Haller      |
|    | Uruguay (bandiera)        | C     | Héctor Demarco     |
|    | Italia (bandiera)         | C     | Romano Fogli       |
|    | Italia (bandiera)         | C     | Giacomo Bulgarelli |
|    | Italia (bandiera)         | C     | Marino Perani      |
|    | Italia (bandiera)         | C     | Bruno Franzini     |
|    | Italia (bandiera)         | C     | Sidio Corradi      |
|    | Danimarca (bandiera)      | A     | Harald Nielsen     |
|    | Italia (bandiera)         | A     | Ezio Pascutti      |
|    | Italia (bandiera)         | A     | Antonio Renna      |

### Formazione tipo
| Formazione tipo | Giocatori (presenze)          |
| --- | ----------------------------- |
| Negri Janich Furlanis Tumburus Pavinato Fogli Bulgarelli Haller Perani Nielsen Pascutti                                                                     | William Negri (34)            |
| Negri Janich Furlanis Tumburus Pavinato Fogli Bulgarelli Haller Perani Nielsen Pascutti                                                                     | Carlo Furlanis (34)           |
| Negri Janich Furlanis Tumburus Pavinato Fogli Bulgarelli Haller Perani Nielsen Pascutti                                                                     | Mirko Pavinato (27)           |
| Negri Janich Furlanis Tumburus Pavinato Fogli Bulgarelli Haller Perani Nielsen Pascutti                                                                     | Paride Tumburus (28)          |
| Negri Janich Furlanis Tumburus Pavinato Fogli Bulgarelli Haller Perani Nielsen Pascutti                                                                     | Francesco Janich (34)         |
| Negri Janich Furlanis Tumburus Pavinato Fogli Bulgarelli Haller Perani Nielsen Pascutti                                                                     | Romano Fogli (33)             |
| Negri Janich Furlanis Tumburus Pavinato Fogli Bulgarelli Haller Perani Nielsen Pascutti                                                                     | Marino Perani (28)            |
| Negri Janich Furlanis Tumburus Pavinato Fogli Bulgarelli Haller Perani Nielsen Pascutti                                                                     | Giacomo Bulgarelli (32)       |
| Negri Janich Furlanis Tumburus Pavinato Fogli Bulgarelli Haller Perani Nielsen Pascutti                                                                     | Harald Nielsen (31)           |
| Negri Janich Furlanis Tumburus Pavinato Fogli Bulgarelli Haller Perani Nielsen Pascutti                                                                     | Helmut Haller (34)            |
| Negri Janich Furlanis Tumburus Pavinato Fogli Bulgarelli Haller Perani Nielsen Pascutti                                                                     | Ezio Pascutti (25)            |
| Negri Janich Furlanis Tumburus Pavinato Fogli Bulgarelli Haller Perani Nielsen Pascutti                                                                     | Allenatore: Fulvio Bernardini |
| Altri giocatori: Antonio Renna (14), Bruno Capra (11), Héctor Demarco (3), Bruno Franzini (3), Edmondo Lorenzini (2), Sidio Corradi (1), Franco Marini (5). |                               |

## Calciomercato
| Acquisti | Acquisti      | Acquisti | Acquisti   |
| R.       | Nome          | da       | Modalità   |
| -------- | ------------- | -------- | ---------- |
| P        | William Negri | Mantova  | definitivo |
| D        | Tazio Roversi | Moglia   | definitivo |

| Cessioni | Cessioni           | Cessioni  | Cessioni   |
| R.       | Nome               | a         | Modalità   |
| -------- | ------------------ | --------- | ---------- |
| P        | Attilio Santarelli | Mantova   | definitivo |
| C        | Renzo Ragonesi     | Catanzaro | prestito   |

## Risultati

### Serie A

#### Girone d'andata
| Arbitro: | Carminati (Milano) |

|              |           |             |
| Pascutti 61’ | Marcatori | 79’ Piaceri |

| Torino 22 settembre 1963 2ª giornata | Torino           | 0 – 0 | Bologna | Stadio Comunale (29 221 spett.)\| Arbitro: \| Sbardella (Roma) \| |
| Arbitro:                             | Sbardella (Roma) |       |         |                                                                   |

| Arbitro: | Cirone (Palermo) |

|                     |           |  |
| Bulgarelli 31’, 68’ | Marcatori |  |

| Arbitro: | Lo Bello (Siracusa) |

|                            |           |  |
| Nielsen 20’ Bulgarelli 30’ | Marcatori |  |

| Arbitro: | Campanati (Milano) |

|          |           |                                    |
| Toro 66’ | Marcatori | 11’, 43’, 50’ Nielsen 72’ Pascutti |

| Arbitro: | Adami (Roma) |

|                           |           |                           |
| Haller 48’ Bulgarelli 53’ | Marcatori | 73’ Mora 90’ (aut.) Capra |

| Arbitro: | De Marchi (Pordenone) |

|                              |           |  |
| Frustalupi 17’ Wisnieski 20’ | Marcatori |  |

| Ferrara 27 ottobre 1963 8ª giornata | SPAL             | 0 – 0 | Bologna | Stadio Comunale (14 567 spett.)\| Arbitro: \| Jonni (Macerata) \| |
| Arbitro:                            | Jonni (Macerata) |       |         |                                                                   |

| Arbitro: | Marchese (Napoli) |

|                                  |           |  |
| Nielsen 36’, 62’, 80’ Perani 84’ | Marcatori |  |

| Milano 17 novembre 1963 10ª giornata | Inter                 | 0 – 0 | Bologna | Stadio San Siro (64 197 spett.)\| Arbitro: \| De Marchi (Pordenone) \| |
| Arbitro:                             | De Marchi (Pordenone) |       |         |                                                                        |

| Arbitro: | Lo Bello (Siracusa) |

|                                       |           |  |
| Nielsen 14’ Haller 75’ Bulgarelli 81’ | Marcatori |  |

| Arbitro: | Rigato (Mestre) |

|  |           |            |
|  | Marcatori | 1’ Nielsen |

| Arbitro: | Sbardella (Roma) |

|             |           |                       |
| Fanello 63’ | Marcatori | 46’, 49’, 75’ Nielsen |

| Arbitro: | D'Agostini (Roma) |

|                         |           |             |
| Nielsen 7’ Pascutti 18’ | Marcatori | 89’ Mazzero |

| Arbitro: | Francescon (Padova) |

|                            |           |            |
| Nielsen 37’ Bulgarelli 50’ | Marcatori | 76’ Sívori |

| Arbitro: | Sbardella (Roma) |

|  |           |                         |
|  | Marcatori | 64’ Perani 80’ Pascutti |

| Arbitro: | Lo Bello (Siracusa) |

|             |           |                          |
| Morrone 76’ | Marcatori | 39’ Tumburus 81’ Demarco |

#### Girone di ritorno
| Arbitro: | Jonni (Macerata) |

|  |           |                                |
|  | Marcatori | 52’ (rig.) Haller 76’ Pascutti |

| Arbitro: | Sbardella (Roma) |

|                                              |           |              |
| Nielsen 16’ Pascutti 52’ Bulgarelli 60’, 82’ | Marcatori | 83’ Hitchens |

| Arbitro: | D'Agostini (Roma) |

|                 |           |           |
| Magistrelli 36’ | Marcatori | 28’ Fogli |

| Firenze 16 febbraio 1964 21ª giornata | Fiorentina          | 0 – 0 | Bologna | Stadio Comunale (52 003 spett.)\| Arbitro: \| Lo Bello (Siracusa) \| |
| Arbitro:                              | Lo Bello (Siracusa) |       |         |                                                                      |

| Bologna 23 febbraio 1964 22ª giornata | Bologna          | 0 – 0 | Modena | Stadio Comunale (36 081 spett.)\| Arbitro: \| Sbardella (Roma) \| |
| Arbitro:                              | Sbardella (Roma) |       |        |                                                                   |

| Arbitro: | De Marchi (Pordenone) |

|             |           |                          |
| Amarildo 6’ | Marcatori | 10’ Nielsen 36’ Pascutti |

| Arbitro: | Rigato (Mestre) |

|                   |           |  |
| Haller 30’ (rig.) | Marcatori |  |

| Arbitro: | Marchese (Napoli) |

|                        |           |             |
| Nielsen 26’ Perani 73’ | Marcatori | 88’ Muccini |

| Arbitro: | Francescon (Padova) |

|  |           |                   |
|  | Marcatori | 17’ (rig.) Haller |

| Arbitro: | De Marchi (Pordenone) |

|              |           |                    |
| Furlanis 76’ | Marcatori | 19’ Corso 49’ Jair |

| Arbitro: | Jonni (Macerata) |

|             |           |                                     |
| Vinício 22’ | Marcatori | 47’ Pascutti 51’ Nielsen 87’ Haller |

| Arbitro: | Sbardella (Roma) |

|                             |           |           |
| Nielsen 28’, 87’ Perani 43’ | Marcatori | 79’ Rossi |

| Arbitro: | Genel (Trieste) |

|             |           |  |
| Nielsen 18’ | Marcatori |  |

| Mantova 3 maggio 1964 31ª giornata | Mantova             | 0 – 0 | Bologna | Stadio Danilo Martelli (37 748 spett.)\| Arbitro: \| Francescon (Padova) \| |
| Arbitro:                           | Francescon (Padova) |       |         |                                                                             |

| Torino 17 maggio 1964, ore 16:00 CET 32ª giornata | Juventus         | 0 – 0 | Bologna | Stadio Comunale (44 147 spett.)\| Arbitro: \| Jonni (Macerata) \| |
| Arbitro:                                          | Jonni (Macerata) |       |         |                                                                   |

| Arbitro: | De Marchi (Pordenone) |

|                |           |  |
| Perani 7’, 16’ | Marcatori |  |

| Arbitro: | Marchese (Napoli) |

|                   |           |  |
| Haller 17’ (rig.) | Marcatori |  |

#### Spareggio
| Arbitro: | Lo Bello (Siracusa) |

|                                  |           |  |
| Facchetti 75’ (aut.) Nielsen 84’ | Marcatori |  |

### Coppa Italia
| Arbitro: | Ferrari (Milano) |

|  |           |                        |
|  | Marcatori | 10’ Haller 40’ Nielsen |

| Arbitro: | Politano (Cuneo) |

|  |           |                    |
|  | Marcatori | 93’ (aut.) Peretta |

| Arbitro: | Grignani (Milano) |

|                                                |           |                          |
| Nielsen 9’ Perani 12’ Bulgarelli 17’ Renna 53’ | Marcatori | 39’ Crippa 71’ Matassini |

| Arbitro: | Angonese (Mestre) |

|                                                  |           |           |
| S. Bercellino 11’ Sívori 32’ Menichelli 40’, 46’ | Marcatori | 42’ Renna |

### Coppa Mitropa
| Arbitro: | Wlachojanis |

|             |           |  |
| Pantani 69’ | Marcatori |  |

| Arbitro: | Fehervari |

|                         |           |                         |
| Milosev 52’ Cebinac 78’ | Marcatori | 61’ Vinicio 84’ Corradi |

| Arbitro: | Mayer |

|                        |           |                                |
| Corradi 9’ Pantani 39’ | Marcatori | 10’ (aut.) 59’ (aut.) Tentorio |

| Arbitro: | Schiller |

|                             |           |  |
| Mráz 69’ Mašek 77’ Dyba 85’ | Marcatori |  |

## Statistiche

### Statistiche di squadra
Statistiche aggiornate al 1º luglio 1964.
| Competizione       | Punti | In casa | In casa | In casa | In casa | In casa | In casa | In trasferta | In trasferta | In trasferta | In trasferta | In trasferta | In trasferta | Totale | Totale | Totale | Totale | Totale | Totale | DR  |
| Competizione       | Punti | G       | V       | N       | P       | Gf      | Gs      | G            | V            | N            | P            | Gf           | Gs           | G      | V      | N      | P      | Gf     | Gs     | DR  |
| ------------------ | ----- | ------- | ------- | ------- | ------- | ------- | ------- | ------------ | ------------ | ------------ | ------------ | ------------ | ------------ | ------ | ------ | ------ | ------ | ------ | ------ | --- |
| Serie A            | 54    | 17      | 13      | 3       | 1       | 33      | 10      | 17           | 9            | 7            | 1            | 21           | 8            | 34     | 22     | 10     | 2      | 54     | 18     | +36 |
| Spareggio Scudetto | -     | 0       | 0       | 0       | 0       | 0       | 0       | 1            | 1            | 0            | 0            | 2            | 0            | 1      | 1      | 0      | 0      | 2      | 0      | +2  |
| Coppa Italia       | -     | 1       | 1       | 0       | 0       | 4       | 2       | 3            | 2            | 0            | 1            | 4            | 4            | 4      | 3      | 0      | 1      | 8      | 6      | +2  |
| Coppa Mitropa      | -     | 2       | 1       | 1       | 0       | 3       | 2       | 2            | 0            | 1            | 1            | 2            | 5            | 4      | 1      | 2      | 1      | 5      | 7      | -2  |
| Totale             | -     | 20      | 15      | 4       | 1       | 40      | 14      | 23           | 12           | 8            | 3            | 29           | 17           | 43     | 27     | 12     | 4      | 69     | 31     | +38 |

### Andamento in campionato
| Giornata  | 1  | 2  | 3 | 4 | 5 | 6 | 7 | 8 | 9 | 10 | 11 | 12 | 13 | 14 | 15 | 16 | 17 | 18 | 19 | 20 | 21 | 22 | 23 | 24 | 25 | 26 | 27 | 28 | 29 | 30 | 31 | 32 | 33 | 34 |
| --------- | -- | -- | - | - | - | - | - | - | - | -- | -- | -- | -- | -- | -- | -- | -- | -- | -- | -- | -- | -- | -- | -- | -- | -- | -- | -- | -- | -- | -- | -- | -- | -- |
| Luogo     | C  | T  | C | C | T | C | T | T | C | T  | C  | T  | T  | C  | C  | T  | T  | T  | C  | T  | T  | C  | T  | C  | C  | T  | C  | T  | C  | C  | T  | T  | C  | C  |
| Risultato | N  | N  | V | V | V | N | P | N | V | N  | V  | V  | V  | V  | V  | V  | V  | V  | V  | N  | N  | N  | V  | V  | V  | V  | P  | V  | V  | V  | N  | N  | V  | V  |
| Posizione | 11 | 10 | 6 | 4 | 2 | 4 | 5 | 5 | 5 | 5  | 3  | 3  | 2  | 2  | 2  | 2  | 2  | 2  | 1  | 1  | 1  | 1  | 1  | 1  | 1  | 1  | 1  | 1  | 1  | 1  | 1  | 1  | 1  | 1  |

Legenda:

Luogo: C = Casa; T = Trasferta. Risultato: V = Vittoria; N = Pareggio; P = Sconfitta.

### Statistiche dei giocatori
| Giocatore     | Serie A  | Serie A | Spareggio | Spareggio | Coppa Italia | Coppa Italia | Coppa Mitropa | Coppa Mitropa | Totale   | Totale |
| Giocatore     | Presenze | Reti    | Presenze  | Reti      | Presenze     | Reti         | Presenze      | Reti          | Presenze | Reti   |
| ------------- | -------- | ------- | --------- | --------- | ------------ | ------------ | ------------- | ------------- | -------- | ------ |
| G. Bulgarelli | 32       | 8       | 1         | 0         | ?            | 1            | ?             | ?             | 33+      | 9+     |
| B. Capra      | 11       | 0       | 1         | 0         | ?            | 0            | ?             | ?             | 12+      | 0+     |
| P. Cimpiel    | 0        | -0      | 0         | -0        | 1            | -0           | 0             | -0            | 1        | -0     |
| S. Corradi    | 1        | 0       | 0         | 0         | ?            | 0            | ?             | ?             | 1+       | 0+     |
| H. Demarco    | 3        | 1       | 0         | 0         | ?            | 0            | ?             | ?             | 3+       | 1+     |
| R. Fogli      | 33       | 1       | 1         | 0         | ?            | 0            | ?             | ?             | 34+      | 1+     |
| B. Franzini   | 3        | 0       | 0         | 0         | ?            | 0            | ?             | ?             | 3+       | 0+     |
| C. Furlanis   | 34       | 1       | 1         | 0         | ?            | 0            | ?             | ?             | 35+      | 1+     |
| H. Haller     | 34       | 7       | 1         | 0         | 1            | 1            | 0             | 0             | 36       | 8      |
| F. Janich     | 34       | 0       | 1         | 0         | ?            | 0            | ?             | ?             | 35+      | 0+     |
| E. Lorenzini  | 2        | 0       | 0         | 0         | ?            | 0            | ?             | ?             | 2+       | 0+     |
| M. Magagni    | 0        | 0       | 0         | 0         | 0            | 0            | 2             | 0             | 2        | 0      |
| W. Negri      | 34       | -18     | 1         | 0         | 2            | -1           | 0             | -0            | 37       | -19    |
| H. Nielsen    | 31       | 21      | 1         | 1         | ?            | 2            | ?             | ?             | 32+      | 24+    |
| E. Pascutti   | 25       | 8       | 0         | 0         | ?            | 0            | ?             | ?             | 25+      | 8+     |
| M. Pavinato   | 27       | 0       | 1         | 0         | ?            | 0            | ?             | ?             | 28+      | 0+     |
| M. Perani     | 28       | 6       | 1         | 0         | ?            | 1            | ?             | ?             | 29+      | 7+     |
| R. Rado       | 0        | -0      | 0         | -0        | 2            | -5           | 4             | -7            | 6        | -12    |
| A. Renna      | 14       | 0       | 0         | 0         | ?            | 2            | ?             | ?             | 14+      | 2+     |
| P. Tumburus   | 28       | 1       | 1         | 0         | ?            | 0            | ?             | ?             | 29+      | 1+     |